# 小林真樹子
小林 真樹子（こばやし まきこ、1978年9月21日 - ）は、関西地方を中心に活動するフリーアナウンサーで、元・琉球放送（RBC）アナウンサー。

## 人物・経歴
沖縄県立首里高等学校を経て2001年（平成13年）桜美林大学卒業後にRBC入社。地上デジタル放送推進大使を務めた。
RBCアナウンサーが「てぃーだネット」上にて展開しているブログの中では、アクセスが一番多い。しかし、一度本人のミスでブログを削除してしまい、復活はしたもののまた一から始めた事があった。一部ネット掲示板上では「こばまき」や「まきタン」と呼ばれている。RBCテレビでも年に数回放送される、JNN系列の女子アナウンサーが集まる番組においては、小林がRBC代表として出ることが多かった。
2010年(平成22年)3月、公式ブログ上で同月いっぱいでのRBC退社を発表した。地デジ大使職、ならびに当時担当していた番組の大半は大城蘭に引き継いだ。退社の理由については「イギリス留学が目的」で、10月に日本を離れ、翌年12月に帰国した。出発までの期間、および帰国後のしばらくはフリーランスで活動している。
2012年(平成24年)3月、公式ブログ上で1月に県内在住の男性と入籍したことを発表（同年6月11日に披露宴開催）。同年4月より2014年6月28日までRBCテレビ『沖縄BON!!』で再び番組レギュラーとして活動していた。
夫の転勤を機に、2015年から兵庫県へ移住。2016年4月から2年間、地元局・サンテレビの情報番組『午後キュン』シリーズのキャスターを務めた。同番組の終了後は、在阪民放ラジオ各局の番組でラジオショッピングコーナーのプレゼンターを随時務めている。

## 過去の担当番組

### RBCテレビ
- 沖縄BON!!（2012年4月 - 2014年6月）
- マキコのGOODシネマ
- ズバっとGet!（『みのもんたの朝ズバッ!』内）
- 世界陸上大阪大会応援たすきキャラバン
- ジョートーTV

### RBCiラジオ
- 多良川おもしろ文化講座（月曜〜金曜 18:15 - 18:20）
- 土曜日のタマネギ （土曜 7:00 - 9:30）
- サンデーアッチャー（日曜 12:00 - 15:00）
- RBC J-POP10（木曜 24:00 -）
- 一人語り劇場（日曜 16:45 - 16:55）
- @BBS
- 尚学チャレンジアワー
- 昼ワク!（金曜のレポートコーナー担当）
- musicafe（ムジカフェ）（月曜21:00 - 22:00）

## その他出演

### テレビ
- JNNふるさと紀行「北斎が描いた琉球～沖縄文化のルーツを巡る旅」（2013年2月9日・BS-TBS）
- ありんくりん 沖縄（BS日テレ）
  - 「祝 新石垣空港 八重山絶景カフェ巡り」（2013年2月19日）[4]
  - 「レトロ懐かしい糸満散歩」（2013年8月10日）
- 午後キュン（2016年4月 - 2018年3月、サンテレビ）
  - 関連番組の『午後キュンα』『午後キュンβ』にも出演

### CM
- 沖縄ガス「ショールーム」
- オリオンビール「クリアフリー」

### イベント
- 宜野湾ベイサイド情報センター リニューアルオープン式典（2013年7月1日）[5]
- おでかけがんじゅうタイム IN 沖縄（2013年11月16日、沖縄市農民研修センター）ゲスト出演[6]

他